# Hrozovo, Starîi Sambir
Hrozovo (în ucraineană Грозьово) este localitatea de reședință a comunei Hrozovo din raionul Starîi Sambir, regiunea Liov, Ucraina.

## Demografie
Componența lingvistică a localității Hrozovo
     Ucraineană (99,86%)
     Alte limbi (0,14%)
Conform recensământului din 2001, majoritatea populației localității Hrozovo era vorbitoare de ucraineană (99,86%), existând în minoritate și vorbitori de alte limbi.